# St. Laurentius (Lorenzenberg)

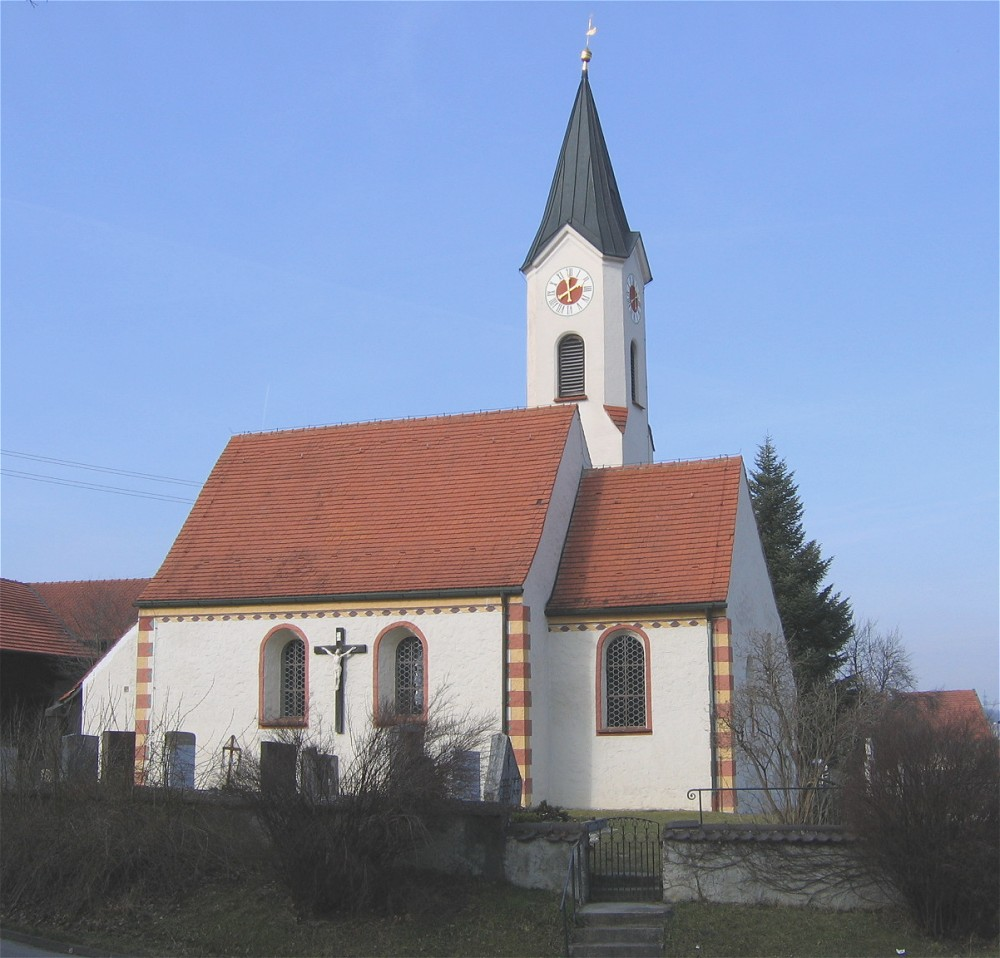
St. Laurentius, Lorenzenberg

Die katholische Filialkirche St. Laurentius steht im Zentrum des Ortes Lorenzenberg der Gemeinde Aßling im Landkreis Ebersberg. Sie entstand um 1200 und wurde aus Quadersteinen errichtet. Der Saalbau hat einen eingezogenen Chor und nördlich angefügt einen Turm, dessen oberer Teil erst im 19. Jahrhundert ergänzt wurde. In Chor ist ein Kreuzgratgewölbe. Die Kirche ist als Baudenkmal eingetragen.

## Ausstattung
Auf dem Hochaltar steht ein Tafelbild der Kreuzigung Christi aus dem 17. Jahrhundert, das von Statuen der Heiligen Sylvester und Nikolaus flankiert wird. An der Chorbogenwand sind eine Kopie nach dem Innsbrucker Mariahilfbild von Lucas Cranach d. Ä. sowie eine Statue des Heiligen Laurentius angebracht. An der Langhaus-Nordwand befindet sich eine weitere Figur des Heiligen Laurentius von 1480.